# Boucan-Carré
Boucan-Carré este o comună din arondismentul Mirebalais, departamentul Centre, Haiti, cu o suprafață de 353,63 km2 și o populație de 50.952 locuitori (2009).